# Pneumodermatidae
Pneumodermatidae är en familj av snäckor. Pneumodermatidae ingår i ordningen Gymnosomata, klassen snäckor, fylumet blötdjur och riket djur. Enligt Catalogue of Life omfattar familjen Pneumodermatidae 13 arter.
Kladogram enligt Catalogue of Life:
| Pneumodermatidae | \| \| Pneumoderma \| \| \| \| \| \| Pneumodermopsis \| \| \| \| \| \| Schizobrachium \| \| \| \| \| \| Spongiobranchaea \| \| \| \| \| \| Spongiobranchea \| \| \| \| |
|                  | \| \| Pneumoderma \| \| \| \| \| \| Pneumodermopsis \| \| \| \| \| \| Schizobrachium \| \| \| \| \| \| Spongiobranchaea \| \| \| \| \| \| Spongiobranchea \| \| \| \| |
|                  | Clionidae |
|                  | |
|                  | Cliopsidae |
|                  | |
|                  | Hydromylidae |
|                  | |
|                  | Notobranchaeidae |
|                  | |
|                  | Thliptodontidae |
|                  | |
|                  | Pneumoderma |
|                  | |
|                  | Pneumodermopsis |
|                  | |
|                  | Schizobrachium |
|                  | |
|                  | Spongiobranchaea |
|                  | |
|                  | Spongiobranchea |
|                  | |

|  | Pneumoderma      |
|  |                  |
|  | Pneumodermopsis  |
|  |                  |
|  | Schizobrachium   |
|  |                  |
|  | Spongiobranchaea |
|  |                  |
|  | Spongiobranchea  |
|  |                  |